# Lion de Monzon
Le Lion de Monzon,  ou  Lion dit "de Monzon", est un objet d'art islamique en bronze orné d'un décor gravé, en forme de lion,  dont la fonction est aujourd'hui considérée comme étant une pièce d'automate. Il a été fabriqué dans le sud de l'Espagne andalouse entre le 4e quart du Xe siècle et le XIe siècle. Il est actuellement conservé au département des Arts de l'Islam du musée du Louvre sous le numéro d'inventaire OA 7883.

## Historique de l'œuvre
Selon une publication de Pascual de Gayangos, le lion a été trouvé à Monzón de Campos, dans la province de Palencia (Espagne) vers 1849. Selon les variantes, il aurait été trouvé dans un champ par des paysans ou, hypothèse jugée la plus probable, dans une cachette située dans l'un des châteaux de Manzon de Campos. Cette région n'a jamais été sous domination islamique au cours de l'Histoire. L'œuvre est alors accompagnée d'un mortier en métal, à douze pans coupés, d'un style comparable, provenant vraisemblablement du même atelier, aujourd'hui conservé au musée archéologique national de Madrid. Les deux œuvres sont rapidement séparées.

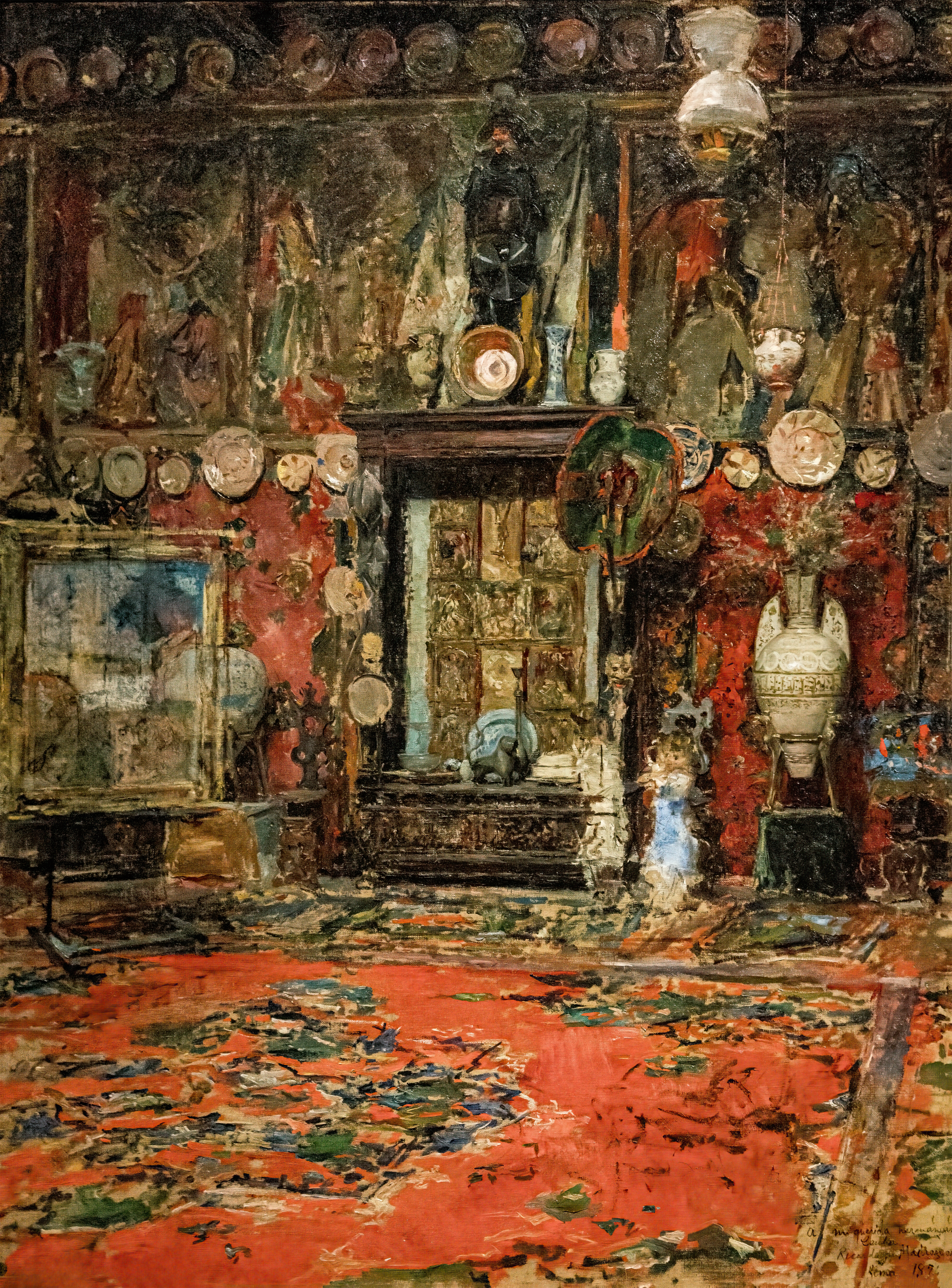
L'Atelier de Mariano Fortuny à Rome de Ricardo de Madrazo, musée national d'art de Catalogne, Barcelone (Le Lion est légèrement sous le point d'intersection des diagonales).

On retrouve la trace de l'objet chez un pharmacien de Valladolid qui, après l'avoir proposé sans succès au musée archéologique national de Madrid, le vend en 1872 au peintre  Mariano Fortuni y Marsal.  Une première représentation connue de l'oeuvre est une lithographie de Francisco Contreras, vers 1870. Durant cette période, on dispose d'une peinture représentant l'atelier de Fortuny (par Ricardo de Madrazo) en 1874 où on distingue le lion. Il en est de même sur une photographie de l'atelier qui se trouve aujourd'hui à Barcelone.
À la mort de Fortuny en 1874, sa collection est dispersée lors d'une vente à l'Hôtel Drouot en avril 1875, année où l'historien et archéologue José Amador de los Ríos, publie une première étude de l'œuvre, sans toutefois l'avoir vue. Une monographie est également réalisée par le collectionneur Charles Davillier à l'occasion de la vente de la collection Fortuny. Eugène Piot fait l'acquisition du Lion qui est par la suite présenté à l'exposition universelle de 1878 dans la galerie orientale du Trocadéro, destinée à exposer des œuvres de collectionneurs privés.
À la mort de Piot, en 1890, une partie de sa collection est mise en vente à l'Hôtel Drouot la même année. Le banquier parisien Louis Stern fait l'acquisition de l'œuvre. La pièce est prêtée pour l 'Exposition des arts musulmans  à Paris, au musée des Arts décoratifs, en 1903, placée sous la direction de Gaston Migeon et de Raymond Koechlin. Avant sa mort en 1900, Louis Stern fait un legs au Musée du Louvre et la pièce entre au Louvre au décès de la veuve de Louis Stern, Ernesta Stern, en 1926.

## Description

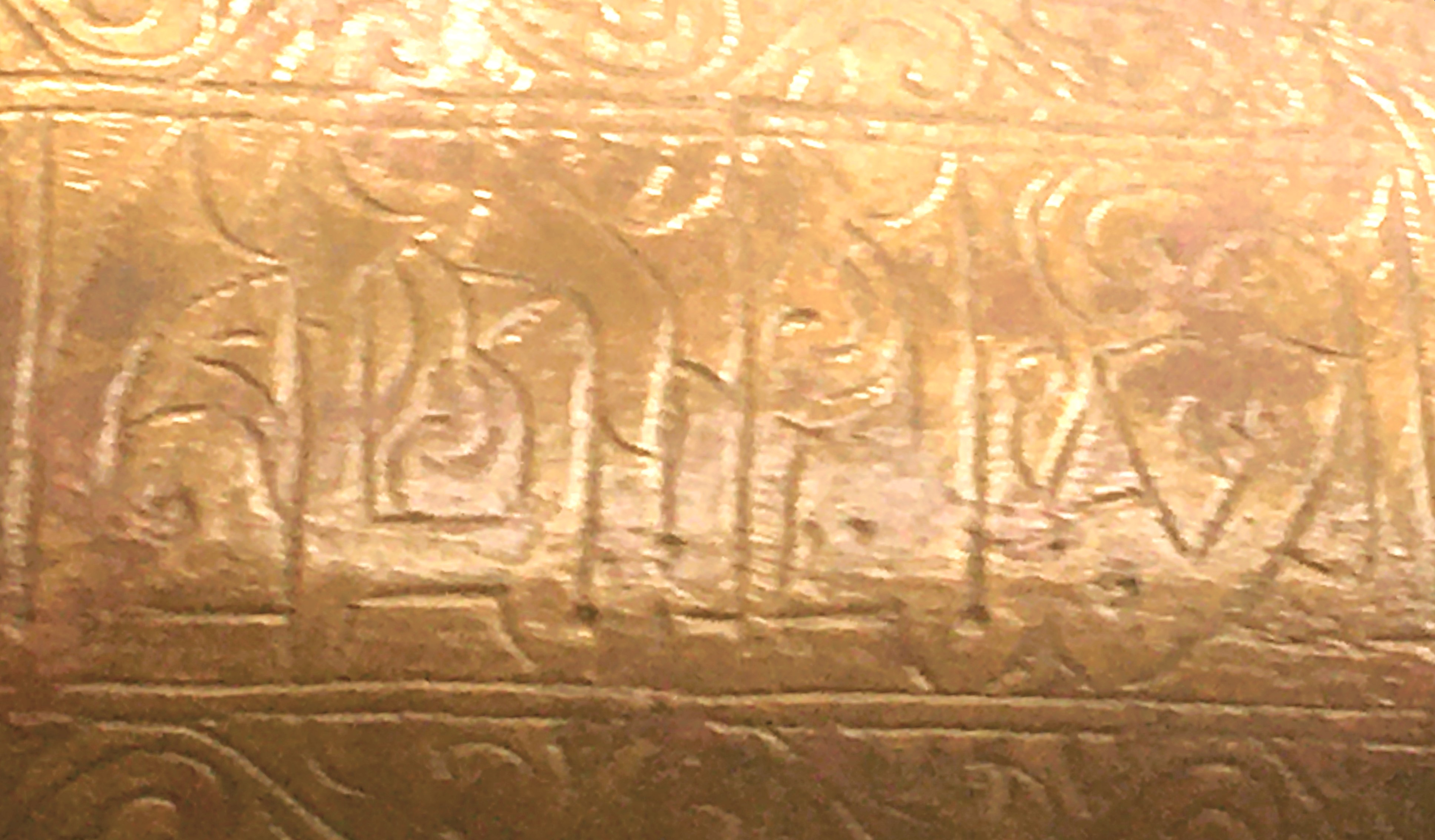
Inscription sur le flanc gauche (Ni'ma shamila c'est-à-dire Bonheur complet)

Le lion est en appui sur les pattes postérieures, la gueule béante et le ventre troué d'un large orifice. Sa queue fleuronnée et striée est articulée et est pratiquement aussi longue que le corps. Un décor gravé, comprenant différents motifs, palmettes, inscriptions épigraphiques, oiseaux, couvrent le corps de l'animal.
Le lion porte une inscription en forme de vœu : Baraka kamila / Ni'ma shamila ("Bénédiction parfaite / Bonheur complet"). L'inscription  "bénédiction parfaite" est visible sur le flanc droit et l'inscription "bonheur complet" sur le gauche. L'inscription est reprise sur le dos de l'animal,  en deux temps. Le style épigraphique est caractérisé par une écriture coufique  fleuronnée, comprenant des ligatures (pour relier les lettres qui s'attachent) qui débordent en demi-cercles sous la ligne d'écriture. La partie supérieure de certaines lettres se termine en "col de cygne", une caractéristique de Al-Andalus.

## Origine et datation
La datation du lion a fait l'objet de propositions très diverses; l'une d'elles visait à raccrocher l'objet à la période fatimide  sur la base de certaines ressemblances avec un lion de l'époque fatimide exposé au Musée islamique du Caire, et un autre lion de la même période aujourd'hui au musée de Cassel, ce qui autorisait une datation entre la fin du Xe et le 12e siècle. En 1927, Gaston Migeon était en faveur de cette origine fatimide. Les différences constatées (décor, taille, absence d'inscription,...) ne permettent pas aujourd'hui de retenir cette hypothèse. Déjà en 1910, lors d'une exposition à Munich, où l'œuvre est présentée, les Allemands Friedrich Sarre et Ernst Kühnel la considèrent comme venant d'Espagne et datant du Xe ou du XIe siècle.
En 1949, l'italien Ugo Monneret de Villard  le rapproche d'une griffon conservé à Pise et confirme une origine espagnole et une fabrication datant du Xe ou du XIe siècle. Enfin en 1951, l'origine espagnole est définitivement considérée comme certaine après les travaux de l'historien de l'art espagnol Manuel Gómez-Moreno  qui compare le lion à des animaux provenant su site de Madinat al-Zahra.
Si la question de l'origine semble définitivement tranchée, la datation de l'œuvre est l'objet de discussions  : des historiens français attribuent l'œuvre non pas au Xe ou XIe siècle mais au XIIe ou XIIIe siècle ; c'est ce qui est inscrit sur le cartel de l'œuvre lors d'une exposition en 1992 à New York et à Grenade. Au Louvre, Claire Déléry se positionne en 2018 pour cette datation sur la base de l'épigraphie. L'historien de l'art Julian Raby demande que les recherches soient poursuivies.
Gwenaëlle Fellinger reprend alors l'étude de la datation sur la base des caractéristiques de l'écriture au cours des périodes concernées. Elle relève qu'au cours du règne d'Abd al-Rahman III, calife omeyyade de Cordoue de 929 à 961, l'écriture se caractérise par un style  coufique fleuronné ; sous le règne  d'Al-Hakam II, calife de 961 à 976, on observe un style coufique simple, plus sobre, avec des ligatures en 1/2 cercle sous la ligne d'écriture, et des hampes en forme de col de cygne. La première période des Taïfas (1031-1086) est une période de continuité. Par contre, les époques almoravide (1090 - 1140) et almohade  ((1147-1228) se caractérisent par des hampes plus élaborées, un fond fleural envahissant qui va s'accentuer au cours du12e siècle allant jusqu'à gêner la lecture. De plus, changement significatif, à  partir du XIIe siècle, l'écriture coufique disparait sur les objets au profit de l'écriture cursive.
Gwenaëlle Fellinger compare le lion avec des objets datés  datant  du Xe ou du XIe siècle  ; elle relève des ressemblances, par exemple avec le griffon de Pise: mêmes formules de vœux, même traitement du pelage,  même technique de fabrication, mêmes bandes d'ocelles, de fleurons ; des marqueurs d'outils quasiment identiques sur les deux œuvres , en forme de poinçons, sont caractéristiques d'une fabrication dans les ateliers de Cordoue.
Il est ainsi possible d'estimer que l'objet a été fabriqué à Cordoue, entre la fin du Xe  et le XIe siècle.

## Fonction de l'objet
Le lion a longtemps été considéré comme une bouche de fontaine. Gwenaëlle Fellinger  émet des doutes sur la destination de cet objet, les lois de l'hydraulique ne permettant pas d'imaginer un fonctionnement en tant que bouche de fontaine. De plus, la fonction de la queue articulée ne s'explique pas. Anna Contadini a pu démontrer quant à elle, en 2018, que le griffon de Pise était un automate musical et non une bouche de fontaine. 
Al-Muradi est l'auteur d'un traité dénommé  Kitāb al-asrār fī natā'ij al-afkār (Le Livre des secrets résultant des pensées), rédigé à Cordoue à la fin du Xe siècle. Ce traité contient 30 modèles d'automates, représentant des humains ou des animaux, certains égrenant les heures. L'une des machines représente deux lions  qui marquent les heures en crachant des billes dans un récipient. Le récipient, ramène à l'objet découvert avec le lion,  identifié initialement comme un mortier ; dans l'hypothèse où le lion de Monzon serait un automate jouant le rôle d'horloge, la découverte du "mortier" avec le lion serait cohérente. De plus, la queue articulée pourrait alors retrouver un rôle : en frappant sur l'arrière-train du lion, elle contribuerait également à marquer les heures. C'est l'hypothèse retenue aujourd'hui.

### Réalisation de l’œuvre
L'œuvre est réalisée en bronze par moulage en cire perdue, le décor est gravé.

## Postérité
Le lion est l'œuvre qui apparaît sur l'affiche qui annonce l'ouverture du nouveau département des arts de l'Islam en 2012.